# Géus-d’Arzacq
Géus-d’Arzacq település Franciaországban, Pyrénées-Atlantiques megyében. Lakosainak száma 218 fő (2022. január 1.). Géus-d’Arzacq Arnos, Bouillon, Pomps és Uzan községekkel határos.

## Népesség
A település népességének változása:
| Lakosok száma | 205  | 203  | 200  | 198  | 201  | 203  | 203  | 218  |
|               | 2013 | 2015 | 2017 | 2018 | 2019 | 2020 | 2021 | 2022 |